# Tour de France 2018/11. Etappe
Die 11. Etappe der Tour de France 2018 führte am 18. Juli 2018 über 108,5 Kilometer von Albertville nach La Rosière.
Nach dem ersten Zwischensprint für die Punktewertung nach 11,5 Kilometern folgte nach 26 Kilometern mit der Montée de Bisanne die erste Bergwertung der hors categorie (12,4 Steigungskilometer mit durchschnittlich 8,2 % Steigung). Die zweite Bergwertung hors categorie am Col du Pré (12,6 km/7,7 Prozent) wurde nach 57,5 Kilometern abgenommen. Es schlossen sich der Anstieg der 2. Kategorie Cormet de Roselend und die Bergankunft der 1. Kategorie am Etappenziel mit 17,6 Steigungskilometern und durchschnittlich 5,8 % Steigung an.
Etappensieger wurde Geraint Thomas (Team Sky), der von Greg Van Avermaet (71. mit 22:23 Minuten Rückstand im Ziel) das Gelbe Trikot übernahm, 20 Sekunden vor Tom Dumoulin und Chris Froome. Zahlreiche Favoriten verloren deutlich Zeit in der Gesamtwertung: Mikel Landa kam 1:47 Minuten hinter Thomas in Ziel, sein Movistar-Teamkollege Alejandro Valverde 3:30 Minuten, Ilnur Sakarin 1:58 Minuten, Jakob Fuglsang 3:53 Minuten, Bob Jungels und Adam Yates je 4:42 Minuten sowie Bauke Mollema und Rafał Majka je 11:29 Minuten.
Kurz nach dem Start bildete sich eine ca. 30-köpfige Spitzengruppe, aus der heraus zunächst der Träger des Grünen Trikots Peter Sagan den ersten Zwischensprint gewann und sich anschließend zurückfallen ließ. Die erste Bergwertung an der Montée de Bisanne gewann der Träger des Gepunkteten Trikots Julian Alaphilippe. Die Bergwertungen am Col du Pré und am Cormet de Roselend gewann Warren Barguil. In der Gruppe der Favoriten attackierten währenddessen am Col du Pré der Gesamtdritte Valverde, der mit der Roten Rückennummer ausgezeichnet wurde und in der Abfahrt des Cormet de Roselend Dumoulin.
An der Schlusssteigung setzte sich aus den Resten der Ausreißergruppe Mikel Nieve, während in der Favoritengruppe Thomas attackierte und zunächst u. a. Dumoulin und 350 Meter vor dem Ziel auch Nieve überholte. Vorjahressieger Chris Froome kontrollierte für seinen Sky-Teamkollegen die Verfolger, folgte einer Attacke von Daniel Martin, den er sodann ebenfalls versetzte und kurz vor dem Ziel auch noch Dumoulin einholte.
Die Sprintspezialisten Mark Cavendish, Marcel Kittel und Mark Renshaw wurden wegen Überschreiten der Karenzzeit aus dem Rennen genommen.